# تايلور براون (لاعب كرة سلة)
تايلور براون (4 أغسطس 1989 بأتلانتا في الولايات المتحدة - ) (بالإنجليزية: Taylor Brown)‏ هو لاعب كرة سلة أمريكي في مركز هجوم قوي الجسم. لعب مع فريق برادلي برايفز لكرة السلة الرجال ‏.

## وصلات خارجية
- تايلور براون (لاعب كرة سلة) على موقع كرة السلة الأوروبية.كوم (الإنجليزية)
- تايلور براون (لاعب كرة سلة) على موقع كلية كرة السلة في سبورتس رفرنس.كوم (الإنجليزية)
- تايلور براون (لاعب كرة سلة) على موقع ريلجم (الإنجليزية)
- تايلور براون (لاعب كرة سلة) على موقع بروبوليرز (الإنجليزية)